# Erikssonia
Erikssonia — рід грибів родини Phyllachoraceae. Назва вперше опублікована 1897 року.

## Класифікація
До роду Erikssonia відносять 5 видів:
- Erikssonia carissae
- Erikssonia melastomacearum
- Erikssonia protii
- Erikssonia pulchella
- Erikssonia spatholobi